# Orthocladius campestris
Orthocladius campestris är en tvåvingeart som först beskrevs av Hardy 1960.  Orthocladius campestris ingår i släktet Orthocladius och familjen fjädermyggor. Inga underarter finns listade i Catalogue of Life.